# أولاد عبو أولاد جرار (حارث الغابة)
أولاد عبو أولاد جرار هو دُوَّار يقع بجماعة دار بوعزة، إقليم النواصر، جهة الدار البيضاء سطات في المملكة المغربية. ينتمي الدوّار لمشيخة حارث الغابة التي تضم 3 دواوير. يقدر عدد سكانه بـ 2367 نسمة حسب الإحصاء الرسمي للسكان والسكنى لسنة 2004.

## روابط خارجية
- البوابة الوطنية للجماعات الترابية
- المندوبية السامية للتخطيط